# Ольгин приют
Не путать с Ольгинскими приютами
Ольгин приют для больных в память Григория — лечебница, основанная во второй половине XIX века в Петербурге (на Спасской улице, 14; современный адрес — 2-й Муринский пр., 12, корп.3). Приют устроила и содержала на свои средства дочь графа Б. А. Перовского, фрейлина Двора Е. И. В., графиня Вера Борисовна Перовская (10 марта 1856 — 16 марта 1931). Название приюту было дано ею в память рано умершей сестры, известной благотворительницы, Ольги Борисовны Перовской, которая основала больницу в Царском Селе  и умерла, заразившись дифтерией при посещении этой больницы.

## Работа приюта
В приюте уход и лечение были бесплатными, пациентами являлись дети и женщины (лечили все болезни, исключая инфекционные). Кроме заведующей приютом Веры Борисовны Перовской, здесь работали: врач — Генрих Иванович Арронет, доктор медицины, автор трудов по санаторно-курортному лечению, а также карманной книжки для сестёр и братьев милосердия; надзирательница — Александра Ивановна Пейнер; сестра милосердия — Эмма Августовна Грабовская.

## Перестройка приюта
Позднее, после получения наследства от погибшего племянника Григория, Вера Борисовна использует эти средства на строительство нового здания приюта здесь же в Лесном (Ново-Спасская ул, 5). В проектировании здания участвовали архитекторы В. И. Ван-дер-Гюхт и Г. Е. Гинц. Кроме самого здания, на территории приюта был разбит парк (существовал и пруд), выстроены летние павильоны для больных, двухэтажный дом для медицинского и обслуживающего персонала.
«Ольгин приют для больных в память Григория», предназначенный для лечения детей и женщин с заболеваниями опорно-двигательного аппарата, в том числе и костно-суставным туберкулёзом, открылся в новом здании в 1913 году. Здесь все было необычно, начиная с удивительно красивого по своей архитектуре здания. Внутри — мраморные камины, картины, ковры, пуфы, стояла изысканная мебель; а сами палаты, в которых было много игрушек, больше походили на детские. Тут существовала особая атмосфера домашнего уюта, и пациенты ощущали себя одной семьёй, доброй главой которой и самоотверженной матерью была графиня Вера Борисовна Перовская.

## Приют в годы Первой мировой войны
Вера Борисовна содержала приют и в годы Первой мировой войны, когда в больнице был развернут лазарет Красного Креста (№ 64) для раненых (нижние чины) на 75 коек. Вместе с другими сёстрами милосердия Перовская ухаживала за пациентами. Лазарет просуществовал до весны 1918 года, когда его пришлось закрыть из-за недостатка средств.

## Приют и Корневская школа лечения костно-суставного туберкулёза
Перовская предложила Петроградскому Губкому взять учреждение на государственный учёт и передать здание под хирургическую ортопедическую клинику при Женском Медицинском институте. Эту идею горячо поддержал приват-доцент института Пётр Георгиевич Корнев, и по его инициативе (Корнев стал главным врачом) в 1919 году в здании приюта была открыта Санаторно-хирургическая больница для костно-туберкулёзных больных, детей и взрослых.
Перовскую по особому постановлению Губздравотдела оставили в больнице, и Вера Борисовна исполняла обязанности сестры-воспитательницы до 1923 года, когда вынуждена была оставить службу по болезни. Последние годы жизни эта сестра милосердия с графским титулом провела здесь же, на территории основанного ею приюта. Жила она в деревянном доме для персонала, из-за нищеты распродавая картины и другие фамильные ценности.
29 сентября 1930 года на основании распоряжения № 91 Ленинградского Облздравотдела больница была переименована в Ленинградский научно-практический институт хирургического туберкулёза и костно-суставных заболеваний. Петр Георгиевич Корнев возглавил институт, тогда единственное научно-исследовательское учреждение подобного профиля в стране и в мире.

## Ольгин приют сегодня
После упразднения института здание занимает Всероссийский центр хирургии костно-суставного туберкулёза у детей и в качестве детского отделения фтизио-остеологии и ортопедии входит в состав Санкт-Петербургского НИИ фтизиопульмонологии Министерства здравоохранения и социальной защиты Российской Федерации.
Сегодня здание приюта вместе с окружающим его садом признано памятником архитектуры начала XX века. В клинике лечат детей, сохраняются традиции знаменитой Корневской школы лечения костно-суставного туберкулёза. Открыт музей, который возглавляет доктор мед. наук К. Н. Коваленко. Жива память об основательнице приюта Вере Борисовне Перовской.